# Olindo Guzmán
Olindo Baudillo Guzmán (Córdoba, 29 maggio 1944) è un ex calciatore argentino, di ruolo attaccante e difensore.

## Caratteristiche tecniche
Nato come difensore, divenne attaccante quando si trasferì al Platense; affermava di ispirarsi a Ermindo Onega.

## Carriera
Guzmán ha iniziato la carriera nel piccolo club di Córdoba del Las Flores, facendosi notare grazie alle 25 reti segnate in campionato, tanto da attirare le attenzioni del River Plate che però alla fine non lo ingaggiò. Passò così al Platense, ottenendo la promozione in massima serie con i Calamares, e con cui gioca nel 1965 e 1966 due stagioni nella massima serie argentina, con cui ottenne il settimo posto nel campionato 1965.
Dopo aver giocato due incontri con il San Lorenzo nella Primera División 1967, torna al Platense nel 1968.
Dal 1968 al 1970 passa all'Argentinos Juniors, sempre nella massima serie argentina. 
Nel 1971 si trasferisce in Messico per giocare nel San Luis, club con cui giocherà sino al 1973.
Nella stagione 1975 viene ingaggiato dagli statunitensi Miami Toros, franchigia della NASL, con cui giunge a disputare le semifinali playoff del torneo, perse contro i futuri campioni del T.B. Rowdies.